# أوبرادويرو لكرة السلة
أوبرادويرو لكرة السلة (بالإنجليزية: Obradoiro CAB) هو فريق كرة سلة إسباني تأسس في 1970 يقع في سانتياغو دي كومبوستيلا، منطقة غاليسيا. يلعب في ليغا أيه سي بي.

## وصلات خارجية
- الموقع الإلكتروني